# François Damiens
François Damiens (ur. 17 stycznia 1973 w Uccle) – belgijski aktor filmowy i komik, czterokrotnie nominowany do nagrody Cezara.

## Życiorys

### Wczesne lata
Uczęszczał do college’u im. Désiré-Josepha Merciera w Braine-l’Alleud. Studiował handel międzynarodowy w École pratique des hautes études commerciales (EPHEC). Był na czteroletnim stażu w Australii, a następnie poświęcił się wizualizacji audio.

### Kariera
Razem z Wassilem Zaki przy ukrytej kamerze prowadził program belgijskiej stacji RTL-TVI Si c’était vous, stopniowo zdobywając rzesze fanów. Pod płaszczykiem alter ego François L’Embrouille filmował zwykłych Belgów, reagujących na jego nietaktowne i absurdalne wybryki. Jego twarz stała się znana również dzięki występom w telewizji Canal+, zwłaszcza w jego rodzinnej Belgii. Jego debiut kinowy nastąpił dopiero w komedii francusko-belgijskiej Dikkenek (2006) z Marion Cotillard.

## Wybrana filmografia
- 2006: OSS 117 – Kair, gniazdo szpiegów jako Raymond Pelletier
- 2007: Taxi 4 jako Serge
- 2008: J.C.V.D. (JCVD) jako Bruges
- 2009: Incognito jako kierowca
- 2009: Mikołajek (Le Petit Nicolas) jako Blédurt
- 2010: Heartbreaker. Licencja na uwodzenie (L’arnacoeur) jako Marc
- 2010: Nic do oclenia (Rien à déclarer) jako Jacques Janus
- 2011: Delikatność (La Délicatesse) jako Markus Lundell
- 2013: Suzanne jako Nicolas Merevsky
- 2014: Rozumiemy się bez słów (La famille Bélier) jako Rodolphe Bélier
- 2015: Les Cowboys jako Alain
- 2015: Zupełnie Nowy Testament (Le Tout Nouveau Testament) jako François
- 2016: Sekretne życie zwierzaków domowych jako Duke (głos)